# PB Bhe 1/2
Die Bhe 1/2 sind elektrische Schmalspurtriebwagen der Pilatusbahn (PB), die ausschliesslich auf Zahnradstrecken, die nach dem System Locher gefertigt sind, fahren. Die Bhe 1/2 21–28 wurden 1937 in Dienst gestellt, um die PB kostengünstiger, effizienter und schneller zu machen. Sie ersetzten die alten Dampftriebwagen von 1889 ausnahmslos. 1954 und 1967 wurden mit den Wagen 29 und 30 zwei weitere, fast baugleiche Triebwagen beschafft, von denen der Wagen Nr. 30 eine etwas höhere Leistung besitzt.

## Technik

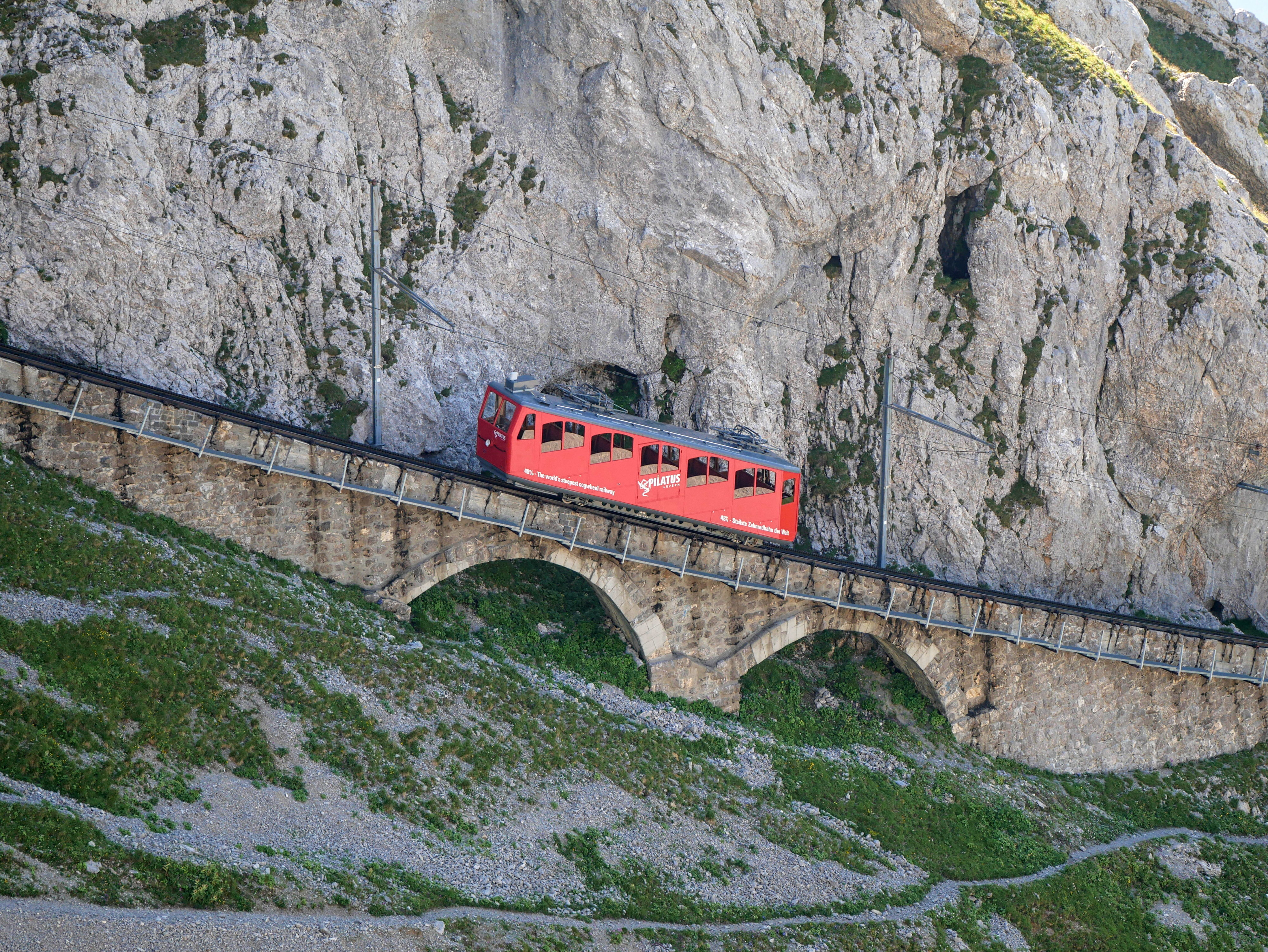
Wagen 23 auf Talfahrt (Stromabnehmer sind eingezogen)

Die für die steilste Zahnradbahn der Welt gebauten Bhe 1/2 übertragen, aufgrund der Steilheit der Strecke, ihre Kraft ausschliesslich über die waagerecht liegenden Zahnräder und nicht über die Tragräder auf die Schienen. Die zwei Motoren sind längs eingebaut und wirken auf jeweils ein Zahnrad an der talseitigen Achse. Aus Sicherheitsgründen gibt es mehrere Bremsen. Neben der elektrischen Widerstandsbremse, welche für die Talfahrt benötigt wird und die als Beharrungsbremse ausgelegt ist, sind noch zwei unabhängige automatisch wirkende Bremsen eingebaut. Diese wirken auf Zahnradpaare an beiden Achsen und können jede für sich alleine das Fahrzeug zum Stillstand bringen. Die Spurführung erfolgt durch die Zahnräder und daran befindliche Spurkränze, die von beiden Seiten am Schienenfuss der Zahnstange laufen. Die Laufräder besitzen zusätzlich Aussenspurkränze, der Wagen Nr. 30 hat hingegen breitere, spurkranzlose Räder.
Die bergseitige Front des Fahrzeugs ist abgeknickt und die talseitige ist flach. Da die bei der Talfahrt entstehende Energie nicht ins Netz zurückgespeist werden kann, bleiben die Stromabnehmer während dieser Fahrt gesenkt, sofern nicht die Wagenheizung betrieben wird (selten, da kein Winterbetrieb).
Die Triebwagen besitzen nur auf der bergwärts rechten Wagenseite Türen. Die Fenster können geöffnet werden.

## Besonderheiten

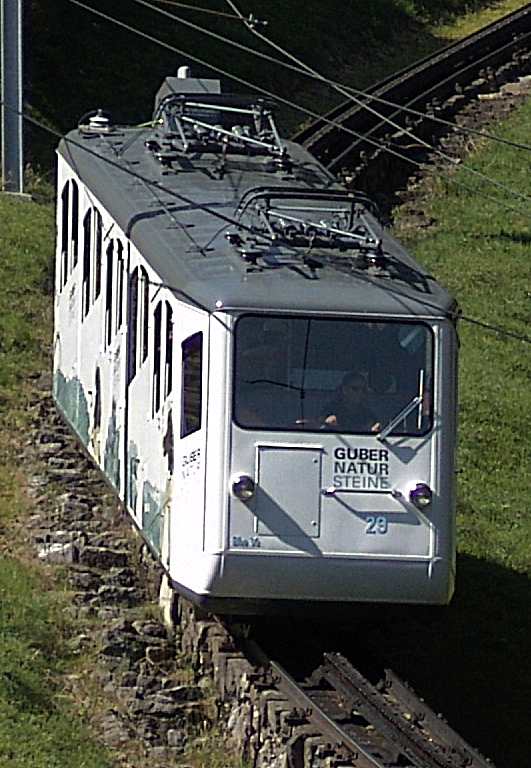

Der Triebwagen Nr. 29 existiert genau genommen gar nicht. Denn er wurde eigentlich nur als Wagenkasten angeschafft. Dieser kann auf das Fahrgestell des Gütertriebwagens PB Ohe 1/2 Nr. 31 aufgesetzt werden. Seit Inbetriebnahme des diesel-elektrischen Gütertriebwagens PB Ohe 1/2 Nr. 32 im Jahr 1981 ist jeweils zur Hochsaison der Wagenkasten des Nr. 29 im Einsatz, in den Nebensaisonzeiten hingegen der Aufbau des Gütertriebwagens.
2021 kam der Wagenkasten Nr. 29 wegen geringerer Fahrgastzahlen nicht zum Einsatz. Im Juni 2022 wurde der Wagenkasten abgebrochen, da bereits erste neue PB Bhe 2/2 zur Verfügung stehen.

## Ausrangierung
Mit der Inbetriebnahme der Bhe 2/2 werden die Bhe 1/2 ab 2023 nicht mehr benötigt. Bhe 1/2 Nr. 22 und Nr. 28 werden als historische Fahrzeuge erhalten bleiben. Wegen ihrer geringeren Geschwindigkeit können sie allerdings nur noch in Randzeiten verkehren. Außerdem bleibt Bhe 1/2 Nr. 23 als Ersatzteilspender erhalten, Nr. 21 wird dem Verkehrshaus Luzern übergeben. Die übrigen sind teilweise bereits abgebrochen (Nr. 29, 30) oder warten auf Übernahme durch Vereine oder Privatpersonen.